# Козак Мамай (срібна монета)
«Коза́к Мама́й» — срібна пам'ятна монета номіналом 20 гривень, випущена Національним банком України, присвячена ідеалізованому образу козака Мамая і українців загалом в Україні. Козак Мамай уособлює захисника українського народу, степовика, мандрівника, воїна, мудреця, казкара і характерника в одній особі. Його образи можна зустріти майже в кожній хаті поряд з іконами. З іменем (назвою) тісно пов'язаний стародавній термін «мамаювати» (мандрувати, козакувати, вести козачий спосіб життя), «ходити на мамая» (іти навмання, куди очі дивляться).
Монету введено в обіг 23 липня 1997 року. Вона належить до серії «Герої козацької доби».

## Опис монети та характеристики
| Номінал грн. | Метал  | Маса, г      | Діаметр, мм | Якість виготовлення | Гурт     | Тираж, штук |
| ------------ | ------ | ------------ | ----------- | ------------------- | -------- | ----------- |
| 20           | срібло | 31,1 / 33,62 | 38,6        | пруф                | рифлений | 5 000       |

### Аверс
На аверсі монети в центрі у намистовому колі зображена композиція, яка символізує національну ідею Соборності України — об'єднання всіх українських земель: геральдичні фігури покровителя Києва Святого Архістратига Михайла в лицарському обладунку і зі списом та коронованого лева Галицько-Волинського князівства тримають малий Державний герб України — тризуб на щиті. Над композицією розміщена дата «1997» — рік карбування монети. Вгорі по зовнішньому колу напис «УКРАЇНА», внизу у два рядки «20 ГРИВЕНЬ» — позначення номіналу монети. Написи по колу відокремлені один від одного бароковими орнаментами із зображеннями грифонів. Ліворуч від числа «20» позначення і проба дорогоцінного металу «Ag 925», праворуч його вага у чистоті «31,1».

### Реверс

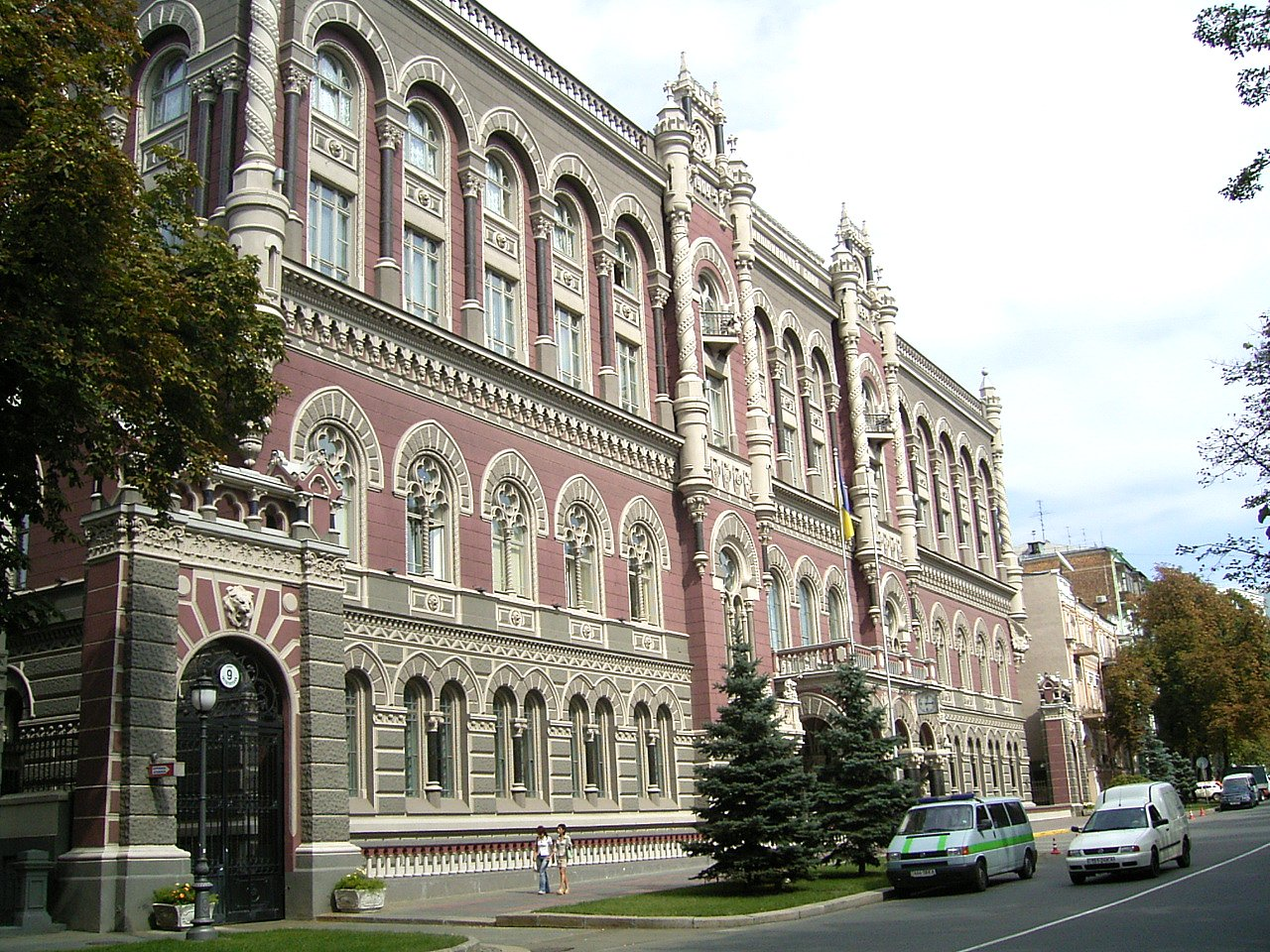
Будівля Національного банку України

На реверсі монети в центрі намистового кола представлена композиція, що відтворює сюжет, популярний у народному мистецтві України XVIII-ХХ ст.: козак Мамай сидить по-турецьки в розкішно гаптованому, отороченому хутром жупані, палить люльку і грає на бандурі. Навколо нього традиційні зображення атрибутів козацького військового побуту того часу: добре опоряджений кінь, прив'язаний до встромленого у землю списа з прапорцем на верхівці; молодий дуб, з якого звисає козацька шабля; пістоль і кістяна порохівниця; висока турецька шапка та пляшка оковитої. По зовнішньому колу написи: ліворуч «КОЗАК МАМАЙ», праворуч «ЛИЦАР ВОЛІ І ЧЕСТІ». Вгорі ці написи розділені прапорцем на верхівці списа, внизу стилізованою гілкою червоної калини.

## Автори
- Художник — Івахненко Олександр.
- Скульптор — Новаковськи Анджей.

## Вартість монети
Ціна монети — 575 гривень була вказана на сайті Національного банку України в 2012 році.
Фактична приблизна вартість монети, з роками змінювалася так:
| Рік        | 2010  | 2011  | 2012  | 2013  | 2014  | 2015  | 2016  | 2017  | 2018  | 2019  | 2020  | 2021  | 2022  | 2023  | 2024   | 2025   |
| ---------- | ----- | ----- | ----- | ----- | ----- | ----- | ----- | ----- | ----- | ----- | ----- | ----- | ----- | ----- | ------ | ------ |
| Ціна, грн. | 3 500 | 3 500 | 3 500 | 3 500 | 3 000 | 2 800 | 3 300 | 2 900 | 4 200 | 3 600 | 4 100 | 4 000 | 4 400 | 8 000 | 10 200 | 11 000 |